# 레이저 빗자루

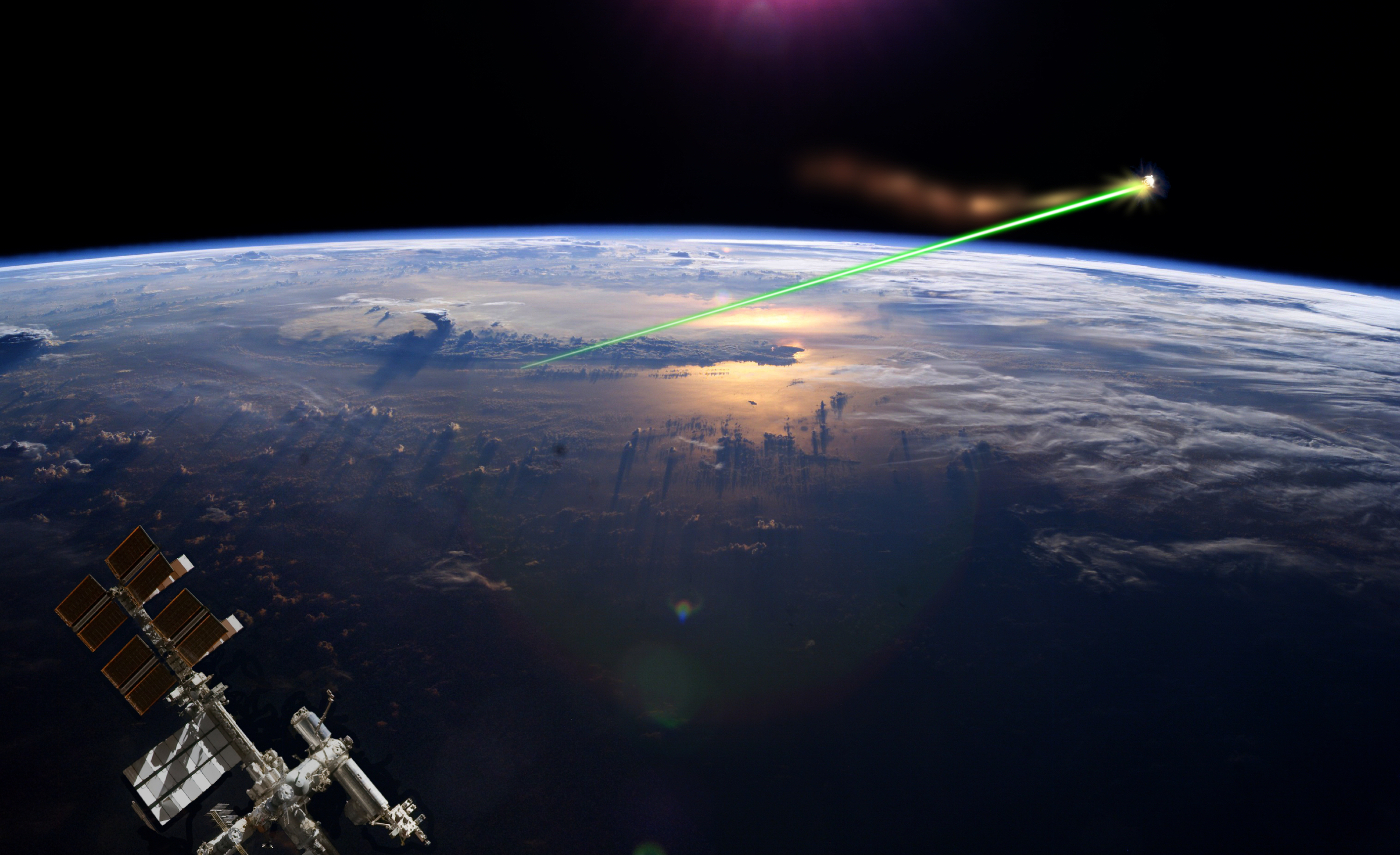

레이저 빗자루 또는 레이저 브룸(laser broom)은 우주쓰레기를 처리하는 방법 중 하나이다. 미국 공군이 1990년대부터 추진하고 있는 방법이다. 지상에서 레이저빔 발사해 우주의 쓰레기 일부를 훼손시켜 쓰레기의 궤도 바꾸게 한다  차차 속력을 잃게 되어 우주쓰레기는 지구 대기권으로 떨어지게 된다. 하지만 이 방안은 비용자체가 많이 소모되고 또한 우주 쓰레기가 레이저를 맞고 훼손되어 궤도를 변경할 때에 다른 쓰레기와의 충돌 위험이 크기 때문에 자연스럽게 새로운 파편을 생성할 것이라는 단점이 없지 않아 있다.